# KOYAS
KOYAS（コヤス、KOYASU、本名:子安喜隆・こやす よしたか）は、日本のサウンド･エンジニア、DJ、プロデューサー。

## 概要
1990年代よりDJとトラック制作を始める。2006年より DJ YOGURTと活動をはじめ、2007年にNabowaの12インチシングル曲を共同でリミックスした事をきっかけとして YOGURT & KOYAS を結成。
2010年、YOGURT & KOYAS名義で「Chill Out」、「Sound of Sleep and Meditation」の2枚のアンビエントアルバムをリリースする。2011年、ダンスフロア向けテクノアルバム「Sounds From Dancefloor」を発表。
大澤誉志幸、曽我部恵一BAND、ケン・イシイらのリミックスワークなど幅広く手がける。

## Episodes
- 一番好きなダンス・アルバムは、ケミカル・ブラザーズの『ディグ・ユア・オウン・ホール』である。

## 主な作品

### ALBUM
- YOGURT&KOYAS / Chill Out（Third Ear/XECD-1127）（2010年3月）
- YOGURT&KOYAS / Sound of Sleep and Meditation（UPSET RECORDINGS）（2010年9月）
- YOGURT&KOYAS / Sounds From Dancefloor（Upset Recordings/UPSETCD017）（2011年11月）

### MIXCD
- Selected and Mixed by DJ YOGURT&KOYAS / MELLOW MOODS&GROOVES（Grand Gallery/XQKF1010DJ）（2011年8月）

## External link
- KOYAS production
- KOYAS myspace